# Kepler-11b
Kepler 11b és un exoplaneta descobert per la Missió Kepler de la NASA. Gira al voltant de Kepler-11, un estel molt semblant al Sol. S'especula que puga estar fet majorment de gel o gas a causa de la seva densitat.